# Papež Janez IV.
Janez IV. je bil rimski papež Rimskokatoliške cerkve. * okrog 600 Zadar (Dalmacija, Langobardsko kraljestvo); † 12. oktober 642 Rim (Italija, Bizantinsko cesarstvo). 

## Življenjepis
Papež Janez IV. se je rodil v Dalmaciji, najbrž v Zadru, okrog leta 600, očetu odvetniku Venanciju. Ko je prišel v Rim, ni pozabil svoje nesrečne domovine, ki jo je hudo prizadelo preseljevanje narodov, tokrat Obrov in Slovanov, ki so prodirali na Balkan. Po poti so osvajali in rušili mesta, ljudi pa vodili v sužnost in jih prodajali. V tistem času je bila porušena tudi Salona pri Splitu, danes Solin. Njegovo usmiljeno srce je storilo vse, da bi rešil življenje teh nesrečnih sužnjev, obenem pa poučil o krščanstvu prihajajoče pogane.

## Dela

### Skrb za rešitev jetnikov in relikvij
Krščanska vera je bila ogrožena na področju njegove domovine, ki so jo napadali poganski narodi. Zato je poslal opata Martina v Dalmacijo in Istro, da utrdi vero in odkupi kristjane, ki so jih zasužnjili Obri in Slovani. To je prvi zgodovinski stik med Vatikanom in slovanskimi kraji. Opat Martin je preživel tri leta v ogroženih krajih in odkupil mnogo zasužnjenih kristjanov. Na papeževo željo je prenesel v Rim relikvije solinskih mučencev: Dujma, Venancija, Anastazija in še nekaj drugih iz Salone (Solina) ter  poreškega škofa Mavra .

### Kapela dalmatinskih mučencev
Papež Janez je dal sezidati kapelo znotraj bazilike svetega Janeza v Lateranu  v Rimu in vanje položil relikvije, katere je prinesel opat Martin iz Dalmacije in Istre. V kapeli so krasni mozaiki, ki predstavljajo solinske in istrske mučence. Janezov naslednik  Teodor je dokončal kapelo. 
Pod mozaikom je latinski napis: "Papež Janez je izvršil z Božjim blagoslovom pobožno zaobljubo in z vztrajnim prizadevanjem dal postaviti ta spomenik, ki se sveti kot dragocene kovine na krstilnici. Kdorkoli pride sem in moli Kristusa, ta naj vzdiguje vroče molitve k nebesom."
Po želji papeža Janeza je opat Martin pripeljal tudi hrvaške mladeniče, ki jih bodo uvedli v krščansko službo, da se bodo lahko vrnili domov kot razširjevalci krščanstva. 

### Obsodbamonoteletstva
V začetku 641 je v Rimu sklical sinodo, ki je obsodila monoteletizem in cesarjev verski odlok Ektezis. To je razložil v pismih cesarju Herakliju in Sergijevemu nasledniku Piru, obenem pa skušal pojasniti nesporazum, katerega žrtev je postal Honorij. Tudi v pismu Heraklijevemu nasledniku Konstantinu III. – ki pa pisma ni bral, ker je medtem že umrl - je pojasnjeval krščanski nauk in branil Honorijevo pravovernost. Njegov naslednik Konstans II. je obljubil, da mu bo željo izpolnil.

### NavodilaangleškiCerkvi
Ob začetku njegovega papeževanja je prispelo pismo Irskairskih in Škotskaškotskih škofov, opatov in duhovnikov, v katerem prosijo navodila za obhajanje Velike noči. Obenem sporočajo, da se je pelagijanstvo spet začelo širiti. Papež jih poziva, naj se držijo rimske navade, oziroma Dionizijevega ciklusa, pelagijanstvu pa naj se zoperstavijo z neumornim oznanjevanjem krščanstva. 

## Smrt
Umrl je 12. oktobra 642; pokopan je v Baziliki sv. Petra v Vatikanu. 